# Магдалена Лобніг
Магдалена Лобніг (нім. Magdalena Lobnig, нар. 19 липня 1990) — австрійська веслувальниця, бронзова призерка Олімпійських ігор 2020 року, чемпіонка Європи.

## Виступи на Олімпіадах
| Олімпіада           | Дисципліна | Місце |
| ------------------- | ---------- | ----- |
| Ріо-де-Жанейро 2016 | одиночки   | 6     |
| Токіо 2020          | одиночки   | 3     |
| Париж 2024          | одиночки   | 10    |